# Markus Suttner
Markus Suttner (Hollabrunn, 16 april 1987) is een Oostenrijks voormalig voetballer die doorgaans speelde als linksback. Tussen 2008 en 2022 was hij actief voor Austria Wien, FC Ingolstadt 04, Brighton & Hove Albion, Fortuna Düsseldorf en Austria Wien. Suttner maakte in 2012 zijn debuut in het Oostenrijks voetbalelftal en kwam uiteindelijk tot twintig interlandoptredens.

## Clubcarrière
Suttner speelde in de jeugd van Austria Wien en werd in 2008 opgenomen in de eerste selectie van de club. Zijn debuut maakte de linksback op 5 oktober 2008, toen er met 0–0 gelijk werd gespeeld tegen Kapfenberger SV. Zijn eerste doelpunt maakte hij tevens tegen Kapfenberger SV, maar nu twee jaar later, op 13 november 2010 (5–1 winst). In 2009 won Suttner met Austria de ÖFB-Cup en in 2013 werd het landskampioenschap binnengehaald, waardoor de club in het seizoen 2013/14 in de UEFA Champions League uitkwam. Na ruim tweehonderd competitiewedstrijden voor Austria Wien te hebben gespeeld, tekende Suttner in de zomer van 2015 een contract voor drie seizoenen bij Ingolstadt 04. Op 23 augustus 2015 maakte hij zijn debuut in de Bundesliga tegen Borussia Dortmund (0–4 verlies). Bij Ingolstadt groeide hij in zijn tweede seizoen uit tot basisspeler en hij kwam zelfs tot vier doelpunten. Hij kon hiermee de degradatie van de club niet voorkomen. In de zomer van 2017 verkaste hij voor circa vierenhalf miljoen euro naar Brighton & Hove Albion, dat net was gepromoveerd naar de Premier League. Bij de Engelse club zette hij zijn handtekening onder een verbintenis voor de duur van drie seizoenen. De Oostenrijker speelde in zijn eerste seizoen veertien competitiewedstrijden. In de eerste helft van het seizoen 2018/19 kwam hij in geen enkel competitieduel in actie, waarop hij voor een halfjaar op huurbasis bij Fortuna Düsseldorf werd gestald. Na deze verhuurperiode besloot Fortuna de Oostenrijker definitief aan te trekken en hij tekende voor één seizoen. Austria Wien haalde hem na dit contract terug naar de club. In de zomer van 2022 besloot Suttner op vijfendertigjarige leeftijd een punt te zetten achter zijn actieve loopbaan.

## Clubstatistieken
| Seizoen | Club                   | Competitie     | Competitie | Competitie | Beker | Beker | Internationaal | Internationaal | Totaal | Totaal |
| Seizoen | Club                   | Competitie     | Wed.       | Dlp.       | Wed.  | Dlp.  | Wed.           | Dlp.           | Wed.   | Dlp.   |
| ------- | ---------------------- | -------------- | ---------- | ---------- | ----- | ----- | -------------- | -------------- | ------ | ------ |
| 2008/09 | Austria Wien           | Bundesliga     | 22         | 0          | 0     | 0     | —              | —              | 22     | 0      |
| 2009/10 | Austria Wien           | Bundesliga     | 27         | 0          | 1     | 0     | 5              | 0              | 33     | 0      |
| 2010/11 | Austria Wien           | Bundesliga     | 27         | 2          | 1     | 0     | 6              | 0              | 34     | 2      |
| 2011/12 | Austria Wien           | Bundesliga     | 30         | 1          | 3     | 0     | 12             | 0              | 45     | 1      |
| 2012/13 | Austria Wien           | Bundesliga     | 35         | 3          | 5     | 0     | —              | —              | 40     | 3      |
| 2013/14 | Austria Wien           | Bundesliga     | 35         | 2          | 2     | 0     | 9              | 0              | 46     | 2      |
| 2014/15 | Austria Wien           | Bundesliga     | 31         | 1          | 5     | 0     | —              | —              | 36     | 1      |
| 2015/16 | FC Ingolstadt 04       | Bundesliga     | 18         | 0          | 1     | 0     | —              | —              | 19     | 0      |
| 2016/17 | FC Ingolstadt 04       | Bundesliga     | 31         | 4          | 2     | 0     | —              | —              | 33     | 4      |
| 2017/18 | Brighton & Hove Albion | Premier League | 14         | 0          | 3     | 0     | —              | —              | 17     | 0      |
| 2018/19 | Brighton & Hove Albion | Premier League | 0          | 0          | 1     | 0     | —              | —              | 1      | 0      |
| 2018/19 | → Fortuna Düsseldorf   | Bundesliga     | 6          | 1          | 1     | 0     | —              | —              | 7      | 1      |
| 2019/20 | Fortuna Düsseldorf     | Bundesliga     | 21         | 0          | 1     | 0     | —              | —              | 22     | 0      |
| 2020/21 | Austria Wien           | Bundesliga     | 21         | 0          | 4     | 0     | —              | —              | 25     | 0      |
| 2021/22 | Austria Wien           | Bundesliga     | 29         | 0          | 2     | 0     | 2              | 0              | 33     | 0      |
| Totaal  | Totaal                 | Totaal         | 347        | 14         | 32    | 0     | 34             | 0              | 413    | 14     |

## Interlandcarrière
Suttner debuteerde in het Oostenrijks voetbalelftal op 29 februari 2012. Op die dag werd een vriendschappelijke wedstrijd tegen Finland met 3–1 gewonnen. De verdediger mocht in de basis beginnen en speelde het gehele duel mee. De andere debutant was Guido Burgstaller (Rapid Wien) Met Oostenrijk nam Suttner in juni 2016 deel aan het Europees kampioenschap in Frankrijk. Oostenrijk werd uitgeschakeld in de groepsfase na nederlagen tegen Hongarije (0–2) en IJsland (1–2) en een gelijkspel tegen Portugal (0–0). Suttner bleef in alle drie wedstrijden op de reservebank zitten.
| Interlands van Markus Suttner voor Oostenrijk | Interlands van Markus Suttner voor Oostenrijk | Interlands van Markus Suttner voor Oostenrijk | Interlands van Markus Suttner voor Oostenrijk | Interlands van Markus Suttner voor Oostenrijk | Interlands van Markus Suttner voor Oostenrijk | Interlands van Markus Suttner voor Oostenrijk |
| №                                             | Datum                                         | Wedstrijd                                     | Uitslag                                       | Competitie                                    | Goals                                         |                                               |
| Als speler bij Austria Wien                   | Als speler bij Austria Wien                   | Als speler bij Austria Wien                   | Als speler bij Austria Wien                   | Als speler bij Austria Wien                   | Als speler bij Austria Wien                   | Als speler bij Austria Wien                   |
| --------------------------------------------- | --------------------------------------------- | --------------------------------------------- | --------------------------------------------- | --------------------------------------------- | --------------------------------------------- | --------------------------------------------- |
| 1                                             | 29 februari 2012                              | Oostenrijk – Finland                          | 3 – 1                                         | Vriendschappelijk                             |                                               |                                               |
| 2                                             | 1 juni 2012                                   | Oostenrijk – Oekraïne                         | 3 – 2                                         | Vriendschappelijk                             |                                               |                                               |
| 3                                             | 5 juni 2012                                   | Oostenrijk – Roemenië                         | 0 – 0                                         | Vriendschappelijk                             |                                               |                                               |
| 4                                             | 15 augustus 2012                              | Oostenrijk – Turkije                          | 2 – 0                                         | Vriendschappelijk                             |                                               |                                               |
| 5                                             | 14 november 2012                              | Oostenrijk – Ivoorkust                        | 0 – 3                                         | Vriendschappelijk                             |                                               |                                               |
| 6                                             | 6 maart 2013                                  | Wales – Oostenrijk                            | 2 – 1                                         | Vriendschappelijk                             |                                               |                                               |
| 7                                             | 22 maart 2013                                 | Oostenrijk – Faeröer                          | 6 – 0                                         | WK 2014 kwalificatie                          |                                               |                                               |
| 8                                             | 14 augustus 2013                              | Oostenrijk – Griekenland                      | 0 – 2                                         | Vriendschappelijk                             |                                               |                                               |
| 9                                             | 15 oktober 2013                               | Faeröer – Oostenrijk                          | 0 – 3                                         | WK 2014 kwalificatie                          |                                               |                                               |
| 10                                            | 19 november 2013                              | Oostenrijk – Verenigde Staten                 | 1 – 0                                         | Vriendschappelijk                             |                                               |                                               |
| 11                                            | 5 maart 2014                                  | Oostenrijk – Uruguay                          | 1 – 1                                         | Vriendschappelijk                             |                                               |                                               |
| 12                                            | 30 mei 2014                                   | Oostenrijk – IJsland                          | 1 – 1                                         | Vriendschappelijk                             |                                               |                                               |
| 13                                            | 3 juni 2014                                   | Tsjechië – Oostenrijk                         | 1 – 2                                         | Vriendschappelijk                             |                                               |                                               |
| 14                                            | 31 maart 2015                                 | Bosnië en Herzegovina – Oostenrijk            | 1 – 1                                         | Vriendschappelijk                             |                                               |                                               |
| Als speler bij FC Ingolstadt 04               |                                               |                                               |                                               |                                               |                                               |                                               |
| 15                                            | 26 maart 2016                                 | Oostenrijk – Albanië                          | 2 – 1                                         | Vriendschappelijk                             |                                               |                                               |
| 16                                            | 4 juni 2016                                   | Oostenrijk – Nederland                        | 0 – 2                                         | Vriendschappelijk                             |                                               |                                               |
| 17                                            | 5 september 2016                              | Georgië – Oostenrijk                          | 1 – 2                                         | WK 2018 kwalificatie                          |                                               |                                               |
| 18                                            | 15 november 2016                              | Oostenrijk – Slowakije                        | 0 – 0                                         | Vriendschappelijk                             |                                               |                                               |
| 19                                            | 24 maart 2017                                 | Oostenrijk – Moldavië                         | 2 – 0                                         | WK 2018 kwalificatie                          |                                               |                                               |
| 20                                            | 28 maart 2017                                 | Oostenrijk – Finland                          | 1 – 1                                         | Vriendschappelijk                             |                                               |                                               |

## Erelijst
| Bundesliga | 1 | 2012/13 |
| ÖFB-Cup    | 1 | 2008/09 |